# Erich Bartl
Erich Bartl (* 12. November 1920 in Schönwald, Tschechoslowakei; † 5. August 1985 in Bulgarien) war ein deutscher Astronom und  Gründer der Apoldaer Volkssternwarte auf der Jahnhöhe.

## Leben
Bartl war der Sohn des Klempnermeisters Oskar Bartl und seiner Frau Emma. Die Familie verzog nach Apolda, als Erich noch ein Kind war. Sein frühzeitiges Interesse für Astronomie führte dazu, dass sich der Zwölfjährige ein erstes Fernrohr baute. Schon als Schüler opferte er sein mühsam erspartes Taschengeld für die Anschaffung von astronomischen Instrumenten. Nachdem er 1939 zum Reichsarbeitsdienst (RAD) einberufen worden war, wurde er anschließend zur Wehrmacht eingezogen und musste am Zweiten Weltkrieg teilnehmen. Mehrfach verwundet kehrte er 1945 nach Hause zurück.
Bartl heiratete 1945 die Tochter Gerda des Apoldaer Drogeriebesitzers Härter. Bei seinem Schwiegervater bekam er die Gelegenheit, sich zum Drogisten ausbilden zu lassen. Sein Interesse an der Erforschung des Sternenhimmels beflügelte ihn aber weiter. Auf dem Dachboden seines Wohnhauses in der Stobraer Straße 14 errichtete er eine erste private Sternwarte. Als er 1949 dem Kulturbund beigetreten war, übernahm er die Funktion eines Sektionsleiters der Fachgruppe „Wissenschaft“. Zahlreiche Menschen, die seine Sternwarte besuchten, fesselte er mit seinen Vorträgen und Erklärungen.
Im Jahre 1952 entschloss er sich zu einem Studium der Astronomie an der Friedrich-Schiller-Universität Jena. In dieser Zeit zog seine Sternwarte auf das Dach des Glockenmuseums in der Bahnhofstraße um und wurde am 6. Mai 1956 feierlich eingeweiht. Nachdem Bartl 1957 sein Studium abgeschlossen hatte, arbeitete er als wissenschaftlicher Assistent an der Sternwarte Jena und erwarb hier 1959 den Abschluss eines Diplom-Astronomen.
Bartl unterstützte auch andere Astronomie-Freunde in der DDR mit seinen selbst gefertigten Geräten. So half er z. B. 1956 der Fachgruppe „Astronomie“ im Kulturbund von Radebeul, die sich eine neue Volkssternwarte geschaffen hatten. Das erste Fernrohr der Sternwarte, ein Newton-Spiegelteleskop 180/1400 von Erich Bartl aus Apolda mit einem Parabolspiegel-Astrographen 250/960, erhielt in der Holzhütte seine feste Aufstellung. Als die Sternwarte am 2. Mai 1959 eingeweiht worden war, hielt er am Folgetag einen öffentlichen Vortrag.

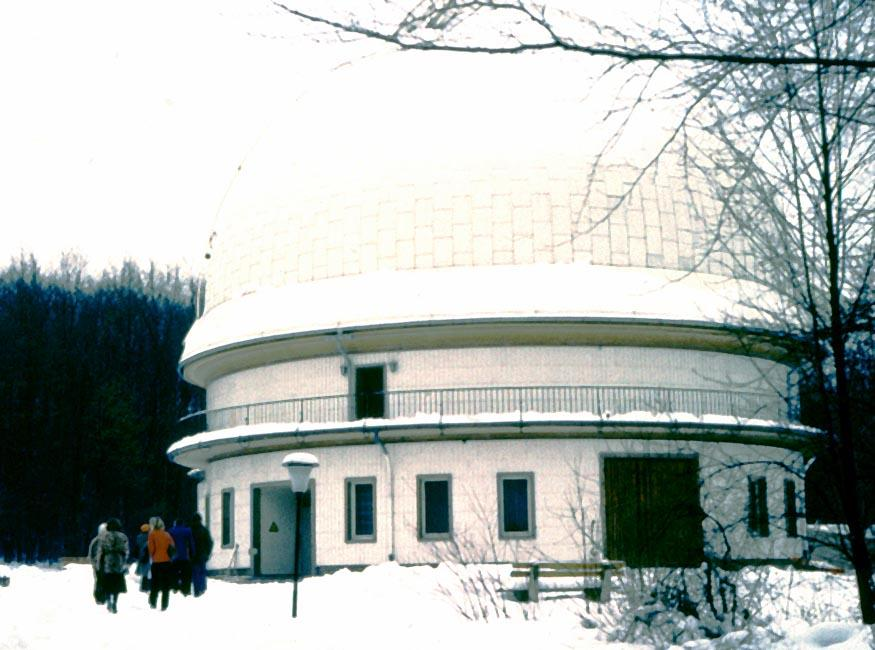
Karl-Schwarzschild-Observatorium von Tautenburg

Weil er sich zunächst vor allem für Meteoriten interessierte, entstand unter seiner Anleitung eine Meteor-Basisstation. Die dafür gebauten Kameras kamen nicht nur in Apolda, sondern auch in anderen Sternwarten des In- und Auslands zum Einsatz. Von 1958 bis 1961 beteiligte er sich am Aufbau einer Beobachtungsstation in Großschwabhausen. Im Jahre 1962 wurde er wissenschaftlicher Mitarbeiter an der Sternwarte von Sonneberg, und 1965 kam er in gleicher Stellung an das Karl-Schwarzschild-Observatorium von Tautenburg. Das dortige große Spiegelteleskop regte ihn zu weiteren eigenen Ideen im Gerätebau an. Dazu knüpfte er vielfältige Beziehungen zu Amateursternwarten in der DDR und referierte dort auf Fach- und Jugendtagungen. Vor allem viele junge Hobbyastronomen umringten ihn, um seinen Erfahrungen und Kenntnissen zu lernen.
Als auch in Apolda 1960 an den allgemeinbildenden Polytechnischen Oberschulen (POS) das Unterrichtsfach Astronomie eingeführt wurde, kamen noch mehr Besucher in die Sternwarte des Glockenmuseums. Die zunehmende Enge dort und die für Himmelsbeobachtungen ungünstigen Lichtemissionen der Innenstadt führten bei Erich Bartl zur Überlegung, einen besseren Standort für Apoldas Sternwarte zu suchen. Dieser fand sich außerhalb der Stadt auf dem ehemaligen Sportplatz „Jahnhöhe“. Im Rahmen des Nationalen Aufbauwerks (NAW) begann hier mit ungezählten freiwilligen Helfern der Aufbau eines Gebäudes, das eine 7-m-Stahlkuppel trug. Darin kam ein 85-cm-Cassegrain-Spiegelteleskop zur Aufstellung. Sowohl die Berechnung und Montage des Geräts und sogar das Schleifen des 85-cm-Spiegels wurde von Bartl selber vorgenommen – eine Leistung, die sogar im Ausland aufmerksam registriert wurde. Die neue Volkssternwarte wurde nach dreijähriger Bauzeit 1965 eingeweiht. Hier wurden nun ganze Schülerjahrgänge bei Beobachtungsstunden und Vorträgen mit einem wissenschaftlichen Bild des Kosmos vertraut gemacht. Im Jahre 1967 entstand ein weiteres Gebäude für ein 40-cm-Cassegrain-Spiegelteleskop, das Bartl selbst baute. So entwickelte sich die Apoldaer Sternenstation zu einem Zentrum der Amateurastronomie in der DDR.
Ein Herzinfarkt im Jahre 1978 sorgte dafür, dass er vorzeitig aus dem Berufsleben ausscheiden musste. Aber mit der ihm verbliebenen Kraft war er weiter beobachtend, forschend und lehrend tätig. Als Experimental-Astrophysiker erwarb er sich in der DDR und über ihre Grenzen hinweg Anerkennung und  Hochachtung.
Erich Bartl verstarb 1985 während einer astronomischen Bildungsreise des Kulturbunds der DDR in Bulgarien. Sein Grab befindet sich auf dem Friedhof von Apolda.

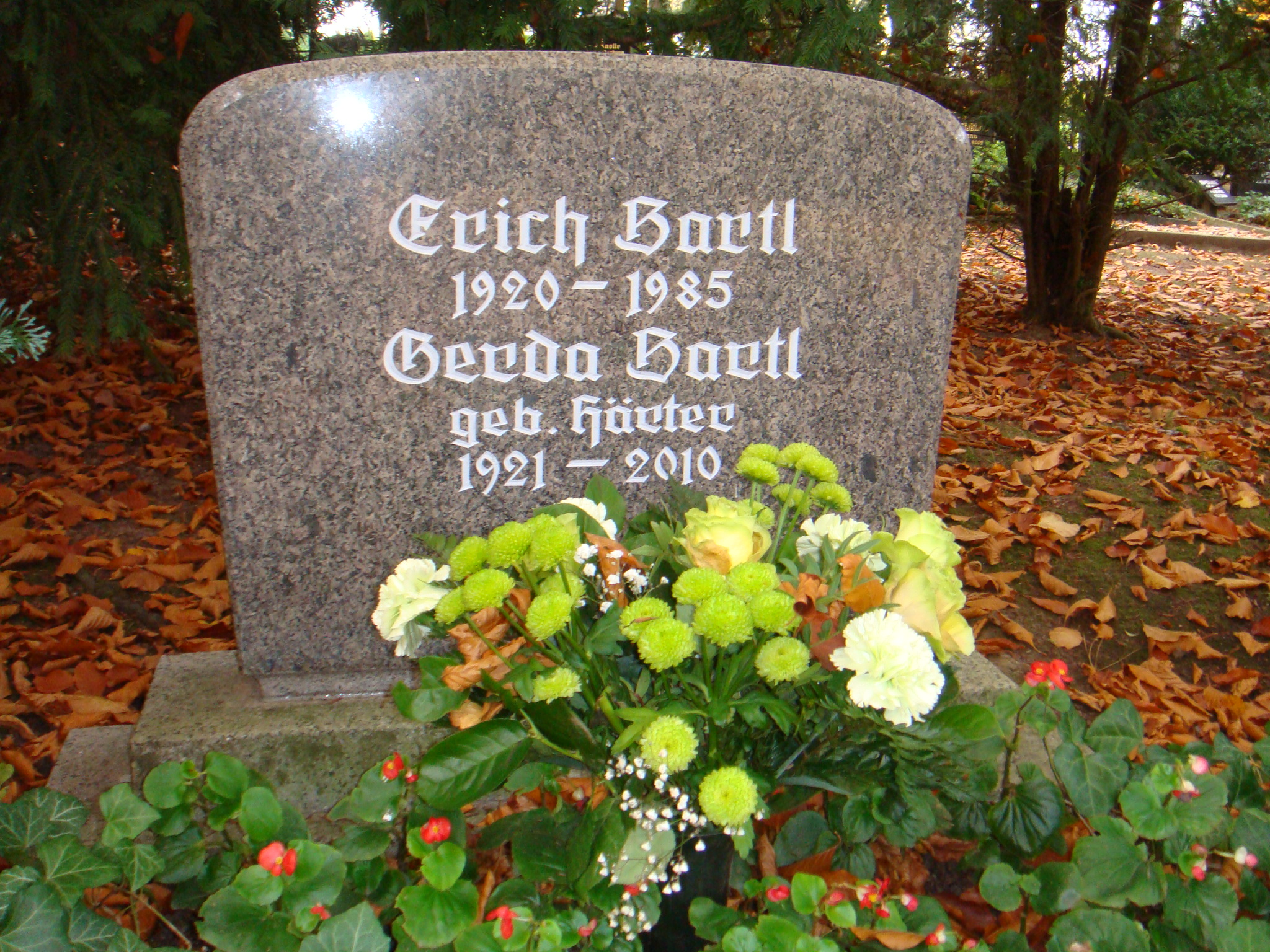
Grabstein auf dem Apoldaer Friedhof

## Nachwirkungen
Im Jahre 1986 kaufte die Kulturbund-Ortsgruppe Apolda die Beobachtungs- und Auswertungsgeräte aus seinem Nachlass. Vorgesehen war, die Apoldaer Station zur Zentralen Amateursternwarte der DDR auszubauen. Seit dem 7. Oktober 1986 trug sie seinen Namen.
In den Wendewirren seit 1989 geriet die Station in die Vergessenheit. Hobbyastronomen aus anderen Orten des Landes warnten davor, dass der Station das Ende drohen könnte. Eines Tages wurde sie von Unbekannten ihres wertvollen Bestands an optischen Geräten und Einzelteilen beraubt. Dieser nie aufgeklärte Raub führte dazu, dass die Station 2009 dem Abriss preisgegeben wurde. Damit ist ein wertvolles Objekt der Kultur- und Wissenschaftsgeschichte und ein einmaliges Zentrum der populärwissenschaftlichen Bildung aus dem Osten des vereinigten Deutschland verschwunden.

## Veröffentlichungen
- Die Beobachtung der Nova Delphini 1967 mit dem 2-m-Universal-Spiegelteleskop, in: „Jenaer Rundschau“ 1968, Heft 6
- Der COUDE-Spektrograph des 2-m-Universal-Spiegelteleskopes in Tautenburg, in: „Jenaer Rundschau“ 1970, Heft 6
- Probleme der Optimierung des Tautenburger Spektrographen, in: „Jenaer Rundschau“ 1981, Heft 1
- Fünf Jahre Spektroskopie am Karl-Schwarzschild-Observatorium Tautenburg: Zentralinst. für Astrophysik, 1973
- Zehn Jahre Karl-Schwarzschild-Observatorium Tautenburg. Richter, Nikolaus. - Tautenburg : Zentralinst. f. Astrophysik, Karl-Schwarzschild-Observatorium d. Dt. Akad. d. Wiss. zu Berlin, [1970]
- Spektrographische Untersuchungen d. magnetischen Sterns _a63_1hn2CVn. Oetken, Lore. - Potsdam : Astrophysikal. Observatorium, 1970
- Beiheft zur Lichtbildreihe / R 726. Aufbau des Milchstrassensystems [1967]